# 山梨県立飯田野球場

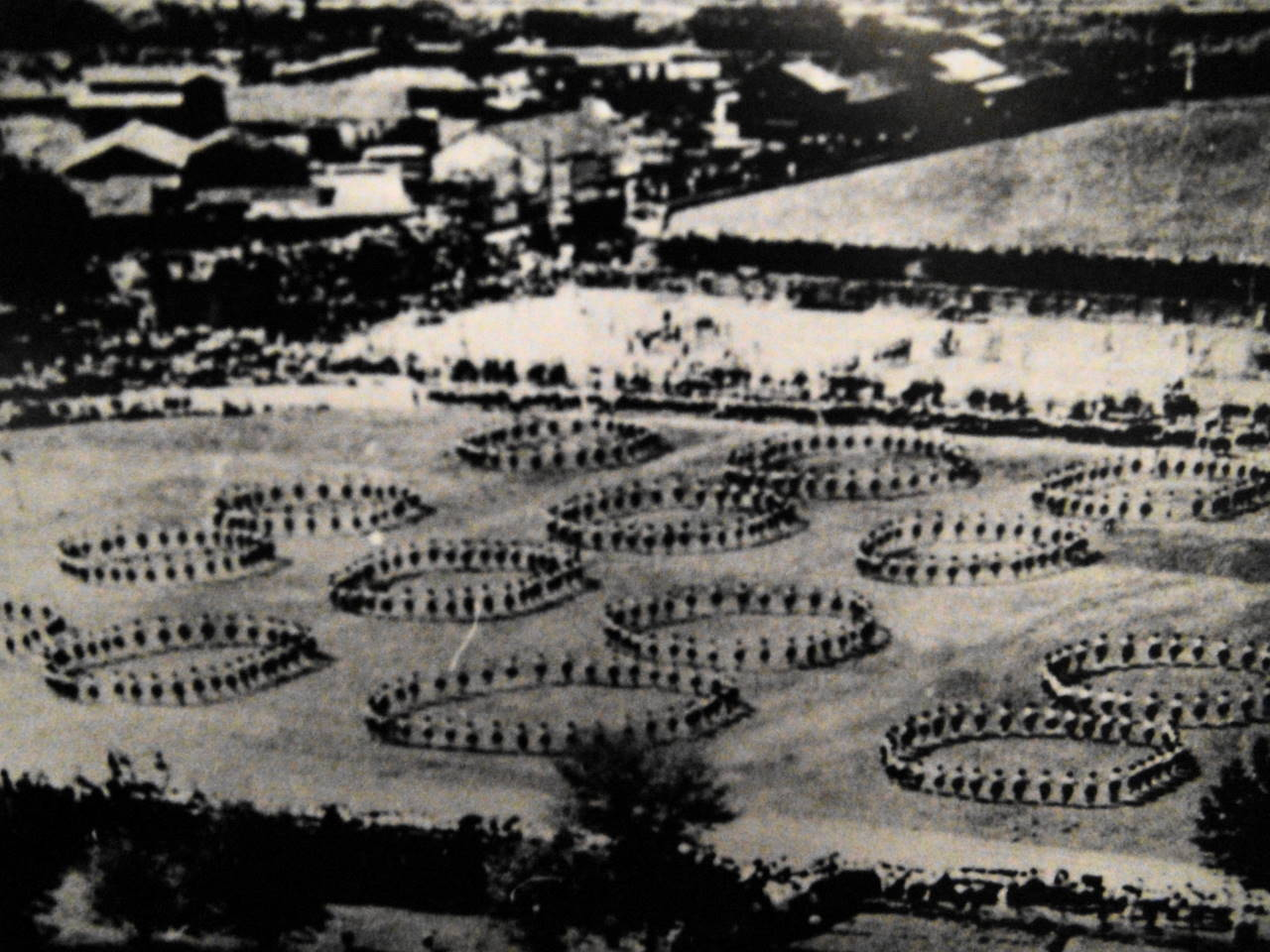
1929年（昭和4年）5月、開設日の式典で行われたマスゲームの空撮。マスゲームの行われているグラウンドはかつての県営グラウンドであり、現在は山梨県立大学飯田キャンパスの敷地となっている。その奥（画像右上方）に見えるのが野球場である。

山梨県立飯田野球場（やまなしけんりついいだやきゅうじょう）は、山梨県甲府市飯田にある野球場。施設は山梨県が所有し、株式会社富士グリーンテックが指定管理者として管理運営を行っている。

## 概要
主に少年野球、社会人野球の試合で使用されている。前身は1929年（昭和4年）5月に開設された県営飯田町グラウンドであり、施設は古く、スタンドも内野には存在するが、外野に観客席は存在しない。山梨県営球技場と呼ばれていた1954年（昭和29年）に第34回天皇杯全日本サッカー選手権大会の決勝戦が開催されている。
周囲には甲府市立西中学校、山梨県立中央高等学校、山梨県立大学飯田キャンパスの3校が建ち並んでいる。
2005年、TBS系列ドラマ「H2〜君といた日々」のロケーションに、明和第一高校野球部グラウンドとして使用された。

## 施設概要
- 左翼：88m、中堅：104m、右翼：91m
- 内野：土、外野：天然芝
- スコアボード：パネル式
- 照明設備：なし

## 交通
- 甲府駅4番乗り場より山梨交通バス25・26・34・42・53・56・57・60・70・75・77・78・83・90・98系統に乗車、「飯田三丁目」バス停下車、徒歩7分
- 甲府駅南口より徒歩20分
- 竜王駅より山梨交通バス77系統「伊勢町営業所」行きに乗車、「飯田三丁目」バス停下車、徒歩7分